# Habralictus phacodes
Habralictus phacodes är en biart som först beskrevs av Joseph Vachal 1904.  Habralictus phacodes ingår i släktet Habralictus och familjen vägbin. Inga underarter finns listade i Catalogue of Life.